# José Luis Arrieta
José Luis Arrieta (født 15. juni 1971) er en tidligere spansk professionel cykelrytter.